# Herbert Oberhofer
Pour les articles homonymes, voir Oberhofer.
Herbert Oberhofer (né le 16 novembre 1955 et mort le 27 novembre 2012), est un footballeur international autrichien.